# Flughafen Río Cuarto

i8
i11
i13
Der Flughafen Río Cuarto (offiziell: Aeropuerto de Río Cuarto) ist ein argentinischer Flughafen nahe der Stadt Río Cuarto in der Provinz Córdoba. Der 1945 eröffnete Flughafen wurde zunächst von der Luftpost genutzt, es gibt eine tägliche Verbindung nach Buenos Aires.

## Zwischenfälle
- Am 16. Juli 1956 wurde eine Douglas DC-3/C-47A-25-DK der Aerolineas Argentinas (Luftfahrzeugkennzeichen LV-ACD) im Anflug auf den Flughafen Río Cuarto unter die Mindestsinkflughöhe geflogen und krachte deshalb gegen einen Berg. Durch diesen CFIT (Controlled flight into terrain) wurden alle 18 Insassen getötet, vier Besatzungsmitglieder und 14 Passagiere.[1]

- Am 27. Januar 1966 verunglückte eine Curtiss C-46A-40-CU Commando der argentinischen Aerovías Halcón (LV-GFW) nahe dem Flughafen Río Cuarto. Der Frachtflug Rio Grande-Rio Gallegos-Rio Cuarto-Buenos Aires musste bei Tageslicht durchgeführt werden. Die Verladung der 99 störrischen Schafe verzögerte den Flug jedoch so weit, dass es beim Abflug  von Rio Gallegos bereits dunkel war. Trotz Wetters für Instrumentenflugbedingungen wurde im Sichtflug weitergeflogen, um das Ausweichziel zu erreichen, den Flughafen Villa Reynolds. Da mit diesem kein Kontakt zustande kam, versuchten die Piloten, den Flughafen Río Cuarto zu finden, indem sie einer Landstraße folgten, die zeitweise durch Blitze und Autoscheinwerfer erleuchtet wurde. Als sie den Flughafen gefunden hatten, gelang es dem Bodenpersonal nicht, die als Landebahnbeleuchtung gedachten Kerosinfackeln in Betrieb zu halten, die ständig durch Regen und Wind gelöscht wurden. Daraufhin wurde mit den Scheinwerfern vierer Fahrzeugen die Landeschwelle markiert. Die Besatzung verirrte sich dennoch und bat den Fluglotsen, ihre Position anhand des Motorengeräuschs zu bestimmen. Bei einem weiteren Anflugversuch wurde das Flugzeug bis in den Boden geflogen, rutschte 300 Meter weit und kam schließlich 5 Kilometer nordöstlich des Flughafens zum Stillstand. Es wurde dabei natürlich irreparabel beschädigt. Diesen CFIT (Controlled flight into terrain) überlebten alle vier Besatzungsmitglieder, die einzigen Insassen auf dem Frachtflug.[2]

- Am 5. Mai 1969 verunglückte eine Douglas DC-3/C-47A-30-DK der Fuerza Aérea Argentina (TC-28) im Anflug auf den Flughafen Río Cuarto. Alle 11 Insassen, fünf Besatzungsmitglieder und 6 Passagiere, kamen ums Leben.[3]